# President de la Comissió Europea
El president de la Comissió Europea encapçala la Comissió Europea, el braç executiu de la Unió Europea. Dirigeix i coordina l'acció política i l'administració de la Comissió Europea. Proposa al Parlament Europeu, de comú acord amb el Consell Europeu, la llista de membres de la Comissió i nomena les vicepresidències entre els seus membres. També té la facultat de destituir-los, a excepció de l'Alt representant de la Unió Europea per a Afers exteriors i Política de Seguretat. Les seves funcions estan regulades en l'article 17.6 del Tractat de la Unió Europea.
El Tractat de Lisboa de 2007 va modificar el procediment d'elecció de la presidència, que està establert en l'article 17.7 del Tractat de la Unió Europea. D'acord amb el nou text, primer, el Consell Europeu proposa al Parlament Europeu una candidata amb majoria qualificada, tenint en compte les eleccions al Parlament i després d'haver celebrat les consultes pertinents. Després, el Parlament Europeu pot elegir la proposta per majoria dels seus membres.

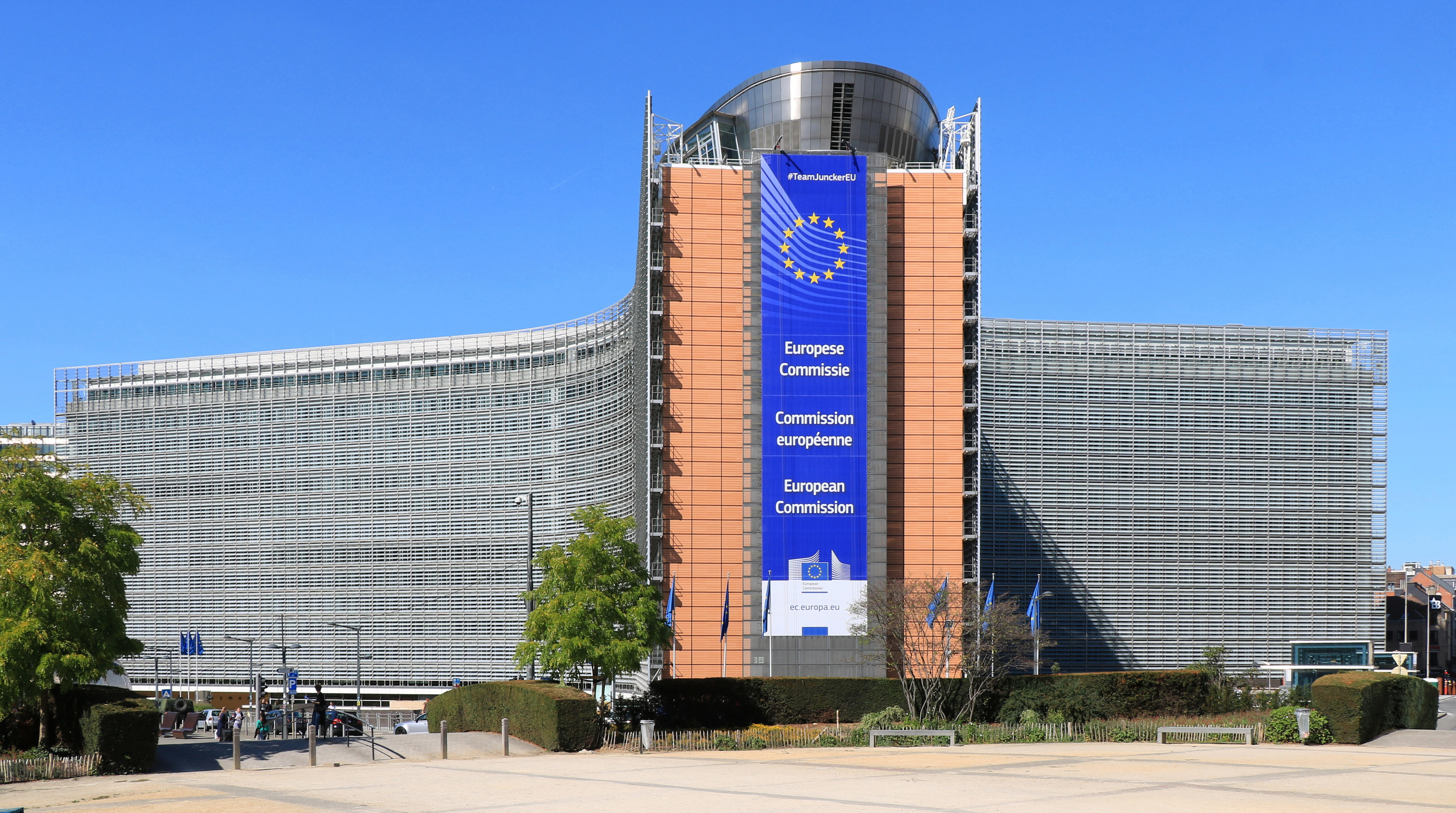
La Comissió Europea a Brussel·les

## Elecció

### Sistema despizenkandidaten
El Tractat de Lisboa (2007), seguint el que establia la proposta de Tractat de Constitució europea, va modificar el mètode d'elecció de la presidència de la Comissió Europea. El Consell Europeu hauria de proposar al Parlament Europeu una candidatura «tenint en compte el resultat de les eleccions al Parlament Europeu» i seria el Parlament Europeu qui «elegiria el candidat per majoria dels membres que el componen». Aquest nou text va portar a una interpretació que va originar el procediment del candidat principal, en alemany: spitzenkandidat', en la Comissió Europea i el Parlament Europeu. 
El sistema de spizenkandidaten consisteix que els partits polítics europeus escullin un líder abans de les eleccions, que seria el candidat a la presidència de la Comissió Europea. Seguint la proposta, el Consell Europeu hauria de nominar el candidat del partit guanyador a les eleccions i el Parlament hauria de confirmar-ho. Els eurodiputats favorables al sistema consideraven que aquest nou sistema aportaria més democràcia en l'elecció de la Comissió.
Per contra, diversos membres del Consell s'han posicionat en contra del sistema, per exemple Emmanuel Macron. Aquests han considerat que tenen suficient legitimitat democràtica com a càrrecs electes per proposar el candidat i que el Tractat de Lisboa només prescriu tenir en compte les eleccions al Parlament, perquè el nou sistema altera l'equilibri interinstitucional establert pel Tractat. També han argumentat que els electors voten partits polítics estatals i la majoria desconeix l'existència dels partits polítics europeus i els spitzenkandidaten. Així mateix, s'han mostrat crítics sobre la politització de la Comissió, que segons el seu punt de vista ha de desenvolupar un rol més imparcial.

#### Eleccions al Parlament Europeu de 2014
Abans de les eleccions al Parlament Europeu de 2014, tant el Parlament com el president de la Comissió, José Manuel Durão Barroso, van demanar als partits polítics que designessin spitzenkandidaten. Els partits europeus van procedir amb processos de selecció de spizenkandidaten entre el novembre de 2013 i el març de 2014. Així doncs, les eleccions de 2014 va ser les primeres en què els partits polítics van designar una candidata principal a presidir la Comissió Europea.
El primer partit a elegir va ser el Partit Socialista Europeu, que en ser Martin Schulz l'únic candidat a les primàries, va ser automàticament proclamat spizenkandidat el novembre de 2013, formalitzant la candidatura en el congrés celebrat a Roma l'1 de març de 2014. El següent va ser el Partit de l'Esquerra Europea en un congrés celebrat a Madrid durant el 13, 14 i 15 de desembre on es presentava com a candidat únic, a proposta del Consell de Presidents, el primer ministre grec Alexis Tsipras. El Partit Verd Europeu va portar a terme un innovador procediment de primàries en línia durant el novembre de 2013 fins al gener de 2014 en el qual es van implementar mecanismes de participació, com xats en línia, i celebrar debats a deu ciutats europees. Els resultats, amb una participació de 22.676 votants majors de setze anys, van donar la victòria a Ska Keller i José Bové, enfront de Monica Frassoni i Rebecca Harms.
Per la seva banda, l'Aliança dels Liberals i Demòcrates per Europa (ALDE) va celebrar un congrés a Brussel·les l'1 de febrer de 2014 on hi havia dos candidats, l'ex-primer ministre belga i cap del grup liberal al Parlament Europeu, Guy Verhofstadt, i el finlandès i vicepresident d'assumptes econòmics de la Comissió, Olli Rehn. Ambdós van arribar a un acord previ al congrés en el qual farien campanya conjuntament perquè fos Rehn el candidat a la presidència. El darrer partit polític en designar candidat va ser el Partit Popular Europeu en la convenció de 6 i 7 de març de 2014 a Dublín. En aquest esdeveniment va guanyar el luxemburguès Jean-Claude Juncker (61 % dels vots) enfront del francès Michel Barnier (39 % dels vots), després que es retirés l'ex-primer ministre lituà Valdis Dombrovskis.
| Partit polític europeu | Partit polític europeu                               | Spizenkandidat         | Mètode d'elecció | Lloc        | Data       |
| ---------------------- | ---------------------------------------------------- | ---------------------- | ---------------- | ----------- | ---------- |
|                        | Partit Popular Europeu (PPE)                         | Jean-Claude Junker     | Convenció        | Dublín      | 7-3-2014   |
|                        | Partit Socialista Europeu (PSE)                      | Martin Sculz           | Congrés          | Roma        | 1-3-2014   |
|                        | Aliança dels Liberals i Demòcrates per Europa (ALDE) | Olli Rehn              | Congrés          | Brussel·les | 1-2-2014   |
|                        | Partit Verd Europeu                                  | Ska Keller i José Bové | Primàries        | En línia    | 1-2014     |
|                        | Partit de l'Esquerra Europea                         | Alexis Tsipras         | Congrés          | Madrid      | 15-12-2013 |

En la campanya electoral, els Spizenkandidaten van tenir una escassa visibilitat mediàtica i van ser generalment desconeguts entre l'electorat, amb diferències entre estats. En alguns estats com Hongria i el Regne Unit els spizenkandidaten no van tenir presència en les campanyes electorals. D'altra banda, alguns estudis indiquen que allà on els candidats eren coneguts van servir per reforçar els efectes electorals. No obstant això, es creu que en general no van tenir gaire repercussió tant en l'elecció del vot com en la participació electoral.
Durant el 26 i 27 de juny de 2014, la Comissió Europea va proposar Jean-Claude Juncker com a president de la Comissió, és a dir, el spizenkandidat elegit pel Partit Popular Europeu. Fins i tot el PPE s'havia mostrat reticent, incloent-hi el president del Consell Herman Van Rompuy i la cancellera alemanya Angela Merkel. El Consell, però, va seguir el nou sistema davant l'absència d'un candidat alternatiu real, la negativa dels líders dels grups del Parlament Europeu a designar un candidat diferent dels spizenkandidaten i la pressió mediàtica alemanya, del president francès François Hollande i el canceller austríac Werner Faymann en afirmar que altrament la decisió seria antidemocràtica. Hongria i el Regne Unit es van oposar a proposar Jean-Claude Juncker, la qual cosa va representar ser la primera vegada que el Consell proposava un president de la Comissió sense consens. El Parlament Europeu va ratificar la proposta del Consell el 15 de juliol de 2014, amb 422 vots a favor, 250 en contra, 47 abstencions i 10 nuls.

#### Eleccions al Parlament Europeu de 2019
En les eleccions al Parlament Europeu de 2019 tant la Comissió Europea com el Parlament van fer declaracions a favor del sistema de spizenkandidaten. Per contra, el Consell va advertir que no podia garantir que la pròxima presidència de la Comissió fos ocupada per una de les candidates dels partits polítics. Tanmateix, els partits polítics europeus van tornar a elegir spizenkandidaten. Primer ho va fer el Partit dels Conservadors i Reformistes Europeus (ECR), que s'unien a aquest sistema per primera vegada, el 13 d'octubre de 2018 en un anunci públic on designaven el txec Jan Zahradil. El PPE va elegir com a spizenandidat el portaveu del seu grup parlamentari, l'alemany Manfred Weber, amb el 79 % dels vots en el Congrés del partit celebrat el 8 de novembre de 2018 a Hèlsinki. També es presentava l'ex-primer ministre i vicepresident del Banc Europeu d'Inversions, el finlandès Alexander Stubb. Seguidament, l'ALDE va celebrar un Congrés a Madrid, on es va anunciar un grup de set líders liberals, format per l'anterior candidat, el belga Guy Verhofstadt, l'alemanya Nicola Beer, la italiana Emma Bonino, l'eslovaca Violeta Bulc, l'hongaresa Katalin Cseh, l'espanyol Luis Garicano i la danesa Margrethe Vestager.
Per la seva banda, el Partit Verd va elegir novament la Ska Keller, aquest cop juntament amb el neerlandès Bas Eickhout, en un Consell celebrat el 23, 24 i 25 de novembre de 2018 a Berlín. També es presentaven Petra De Sutter i Atanas Schmidt. L'Aliança Lliure Europea, que forma part del mateix grup parlamentari que el Partit Verd, va escollir per unanimitat el líder d'Esquerra Republicana de Catalunya, Oriol Junqueras, en l'Assemblea General del partit, quan aquest es trobava en presó preventiva pel referèndum d'autodeterminació de Catalunya de 2017. El PSE va elegir el vicepresident primer de la Comissió i antic ministre d'Afers Exteriors, el neerlandès Frans Timmermans, en el Congrés celebrat a Lisboa el 8 de desembre de 2018. Va ser l'únic candidat, després que es retirés el vicepresident de la Comissió eslovac Maroš Šefčovič. El Partit de l'Esquerra Europea va escollir l'eslovena Violeta Tomic i la belga Nico Cué en el si del Consell Executiu del partit el 26 i 27 de gener de 2019.
| Partit polític europeu | Partit polític europeu                                | Spizenkandidat                                                                                           | Mètode d'elecció  | Lloc        | Data       |
| ---------------------- | ----------------------------------------------------- | --- | ----------------- | ----------- | ---------- |
|                        | Partit Popular Europeu (PPE)                          | Manfred Weber                                                                                            | Congrés           | Hèlsinki    | 8-11-2018  |
|                        | Partit Socialista Europeu (PSE)                       | Frans Timmermans                                                                                         | Congrés           | Lisoba      | 8-12-2018  |
|                        | Aliança dels Liberals i Demòcrates per Europa (ALDE)  | Guy Verhostadt, Nicola Beer, Emma Bonino, Violeta Bulc, Katalin Cseh, Luis Garicano i Margrethe Vestager | Congrés           | Madrid      | 8-11-2018  |
|                        | Partit Verd Europeu                                   | Ska Keller i Bas Eickhout                                                                                | Consell           | Berlín      | 25-11-2018 |
|                        | Partit dels Conservadors i Reformistes Europeus (ECR) | Jan Zahradil                                                                                             | Anunci públic     | -           | 13-10-2018 |
|                        | Partit de l'Esquerra Europea                          | Violeta Tomic i Nico Cue                                                                                 | Consell executiu  | Brussel·les | 27-1-2019  |
|                        | Aliança Lliure Europea (EFA)                          | Oriol Junqueras                                                                                          | Assemblea General | Brussel·les | 8-3-2019   |

La participació electoral va augmentar de 8% respecte al 2014, però els estudis indiquen que els spizenkandidaten van tenir molt poca influència. Segons l'estudi postelectoral del Parlament Europeu, un 8 % de l'electorat va votar motivat per la possibilitat d'escollir la presidència de la Comissió, la qual cosa va representar 5 punts percentuals més que el 2014.
El PPE va guanyar les eleccions, amb 182 eurodiputats i el 24 % dels vots. Tanmateix, el Consell Europeu va desestimar Manfred Weber, el candidat a la presidència d'aquest partit, a favor d'Ursula von der Leyen, ambdós del PPE i de la Unió Demòcrata Cristiana d'Alemanya. El candidat del PPE havia estat eurodiputat i líder del grup PPE al Parlament Europeu. No obstant això, no tenia experiència com a executiu en l’administració pública, una característica que havien tingut durant dècades els presidents de la Comissió Europea i que Emmanuel Macron va assenyalar. També va tenir el rebuig de primers ministres socialistes, liberals, i de l’hongarès Orbán per haver donat suport a l'exclusió del seu partit dins el PPE. Pel que fa al candidat del PSE, Frans Timmermans, va ser rebutjat pels presidents dels governs d’Irlanda, Bulgària i Croàcia, membres del PPE que s’oposaven a la proposta de Merkel de donar la presidència de la Comissió a Timmermans i la del Parlament a Weber. També pel president d’Hongria.
El Parlament Europeu va aprovar la proposta del Consell el 16 de juliol de 2019, amb 383 vots a favor, 327 en contra i 22 abstencions. A més a més del PPE i el grup liberal Renew Europe, van donar suport a Von der Leyen els 14 eurodiputats italians del Moviment Cinc Estrelles, els 26 polonesos del partit Llei i Justícia i els 13 hongaresos del Fidesz. Per la seva banda, el S&D va anunciar que votaria a favor, però alguns socialistes van votar-hi en contra, sobretot francesos i alemanys, mentre que van votar-hi a favor majoritàriament els espanyols i portuguesos. Alguns dels eurodiputats que van votar en contra de Von der Leyen van declarar que volien defensar la integritat del Parlament Europeu davant l'evasió del Consell del sistema de spitzenkandidaten. Així doncs, tant el Consell com el Parlament no van seguir el sistema dels spizenkandidaten, cosa que va ser qualificada per diversos mitjans com la fi del sistema.

## Llista de presidents de la Comissió Europea (1958-actualitat)
| Núm | President                   | Commissió                 | Inici                  | Fi                     | Estat membre  | Partit                                             | Fotografia                |
| 1   | Walter Hallstein            | Comissió Hallstein        | 1 de gener de 1958     | 30 de juny de 1967     | Alemanya      | Demòcrata Cristians Nacional: CDU                  | Walter Hallstein          |
| 2   | Jean Rey                    | Comissió Rey              | 2 de juliol de 1967    | 1 de juliol de 1970    | Bèlgica       | Liberal Demòcrates Nacional: PRL                   | Roy Jenkins               |
| 3   | Franco Maria Malfatti       | Comissió Malfatti         | 2 de juliol de 1970    | 1 de març de 1972      | Itàlia        | Demòcrata Cristians Nacional: DC                   | Roy Jenkins               |
| 4   | Sicco Leendert Mansholt     | Comissió Mansholt         | 22 de març de 1972     | 5 de gener de 1973     | Països Baixos | Socialistes Nacional: PvdA                         | Roy Jenkins               |
| 5   | François-Xavier Ortoli      | Comissió Ortoli           | 6 de gener de 1973     | 5 de gener de 1977     | França        | Demòcrates Cristians Nacional: RPR                 | Roy Jenkins               |
| 6   | Roy Jenkins                 | Comissió Jenkins          | 6 de gener de 1977     | 19 de gener de 1981    | Regne Unit    | Socialistes Nacional: Labour                       | Roy Jenkins               |
| 7   | Gaston Thorn                | Comissió Thorn            | 20 de gener de 1981    | 6 de gener de 1985     | Luxemburg     | Liberal Demòcrates Nacional: DP                    | Gaston Thorn              |
| 8   | Jacques Delors              | Comissió Delors           | 7 de gener de 1985     | 24 de gener de 1995    | França        | Partit Socialista Europeu Nacional: PS             | Jacques Delors            |
| 9   | Jacques Santer              | Comissió Santer           | 25 de gener de 1995    | 15 de març de 1999     | Luxemburg     | Partit Popular Europeu Nacional: CSV               | Jacques Santer            |
| -   | Manuel Marín (Interinament) | Comissió Marín            | 15 de març de 1999     | 17 de setembre de 1999 | Espanya       | Partit Socialista Europeu Nacional: PSOE           | Manuel Marín              |
| 10  | Romano Prodi                | Comissió Prodi            | 17 de setembre de 1999 | 22 de novembre de 2004 | Itàlia        | Partit Socialista Europeu/Ind. Nacional: L'Olivera | José Manuel Durão Barroso |
| 11  | José Manuel Durão Barroso   | Comissió Barroso          | 22 de novembre de 2004 | 1 de novembre de 2014  | Portugal      | Partit Popular Europeu Nacional: PSD               | José Manuel Durão Barroso |
| 12  | Jean-Claude Juncker         | Comissió Juncker          | 1 de novembre de 2014  | 1 de novembre de 2019  | Luxemburg     | Partit Popular Europeu Nacional: CSV               | Jean-Claude Juncker       |
| 13  | Ursula von der Leyen        | Comissió Von der Leyen I  | 1 de novembre de 2019  | 1 de desembre de 2024  | Alemanya      | Partit Popular Europeu Nacional: CDU               | Ursula von der Leyen      |
| 14  | Ursula von der Leyen        | Comissió Von der Leyen II | 1 de desembre de 2024  |                        | Alemanya      | Partit Popular Europeu Nacional: CDU               | Ursula von der Leyen      |

El color de la línia indica aproximadament la ideologia política del comissari:
| esquerra (ideologia) / socialista |
| dreta (ideologia) / conservador   |
| liberal                           |